# Андрей Владимирович (князь углицкий)
Андрей Владимирович (? — 1261) — удельный князь Углицкий (1249—1261).
Старший сын первого Углицкого князя Владимира Константиновича. Имел младшего брата, святого благоверного удельного угличского князя Романа Владимировича (ум. 1285).
По родословной росписи поданной в 1682 году в Палату родословных дел показан бездетным.